# Wasilij Łukicz Dołgorukow
Wasilij Łukicz Dołgorukow (ros. Василий Лукич Долгоруков) (ur. ok. 1670, zm. 19 listopada 1739 w Nowogrodzie Wielkim) – rosyjski dyplomata, rosyjski poseł i minister pełnomocny w I Rzeczypospolitej w latach 1706–1707 i 1724–1726, w Danii w latach 1707–1720, we Francji w latach 1721–1722 i w Szwecji w 1726, członek Najwyższej Tajnej Rady w latach 1727–1730, senator od 1723.
W wyniku wykrycia spisku członków Najwyższej Tajnej Rady został w 1730 zesłany na Wyspy Sołowieckie, a w 1739 ścięty.
Był kawalerem Orderu Orła Białego.